# Linguaggio di programmazione visuale

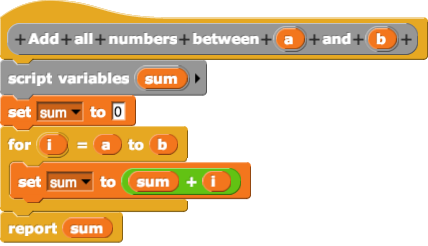
Un piccolo blocco di codice nel linguaggio di programmazione visuale Snap!, basato su Scratch, il quale calcolala somma di tutti i numeri tra a e b

Un Linguaggio di Programmazione Visuale, detto anche solo VPL (Visual Programming Language in inglese) è un linguaggio che consente la programmazione tramite la manipolazione grafica  degli elementi e non tramite sintassi scritta. Un VPL consente di programmare con "espressioni visuali" ma anche all'evenienza di inserire spezzoni di codice (solitamente questa funzione è riservata a formule matematiche). La maggioranza dei VPL è basata sull'idea "boxes and arrows" ovvero le "box" (o i rettangoli le circonferenze ecc...) sono concepiti come funzioni connesse tra di loro da "arrows", le frecce.
I VPL possono essere ulteriormente classificati, a seconda di come rappresentano su schermo le funzioni, in icon-based, form-based, o linguaggio a diagrammi. L'ambiente per la programmazione visuale provvede tutto il necessario per poter "disegnare" subito un programma; in rapporto ai linguaggi scritti le regole sintattiche sono praticamente inesistenti.
I vantaggi della programmazione visuale sono la facilità di apprendimento e la possibilità di visualizzare lo stato del programma durante le fasi di debug. La programmazione parallela inoltre (se gestita dal software) diviene quasi "istintiva" e soprattutto eseguita in automatico.

## Linguaggi Visuali
- AgentSheets
- Alice
- Analytica
- Automator
- Blueprint
- CODE
- ISO/IEC 61131-3 FBD (Diagrammi a blocchi funzione) e LD (Diagrammi a contatti)
- Kismet
- Kodu (Kodu Game Lab)
- LabVIEW
- Ladder logic
- Lava
- Limnor
- Max/MSP
- Prograph
- Pure Data
- Quartz Composer
- SCADE
- Scratch
- Simulink
- Squeak
- Stagecast Creator, ufficialmente Apple's Cocoa
- Subtext
- SynthMaker
- ThingLab
- VEE
- VisSim
- Vvvv

Nota: Microsoft Visual Studio e i linguaggi inclusi in esso non hanno nulla a che vedere con la programmazione visuale.